# Schelte John Bus
Schelte John »Bobby« Bus (vzdevek Bobby), ameriški astronom, * 1956.

## Delo
Odkril je komet 87P/Bus v letu 1981. Razen tega je odkril ali pa je bil soodkritelj več kot tisoč asteroidov. Med pomembnejšimi je apolonski asteroid 2135 Aristaeus (2135 Aristej), ki bo na razdalji 5 Gm (13 razdalj Luna-Zemlja) letel mimo Zemlje 20. marca 2147. Zanimiv je tudi amorski asteroid 3122 Florence, ki spada med potencialno nevarne blizuzemeljske asteroide. Odkril je tudi več kot 40 trojanskih asteroidov. Asteroid 3240 Laocoon je odkril skupaj z astronomko Eleanor Francis Helin.
V njegovo čast so poimenovali asteroid 3254 Bus, ki ga je odkril Edward L. G. Bowell.